# Bourganeuf

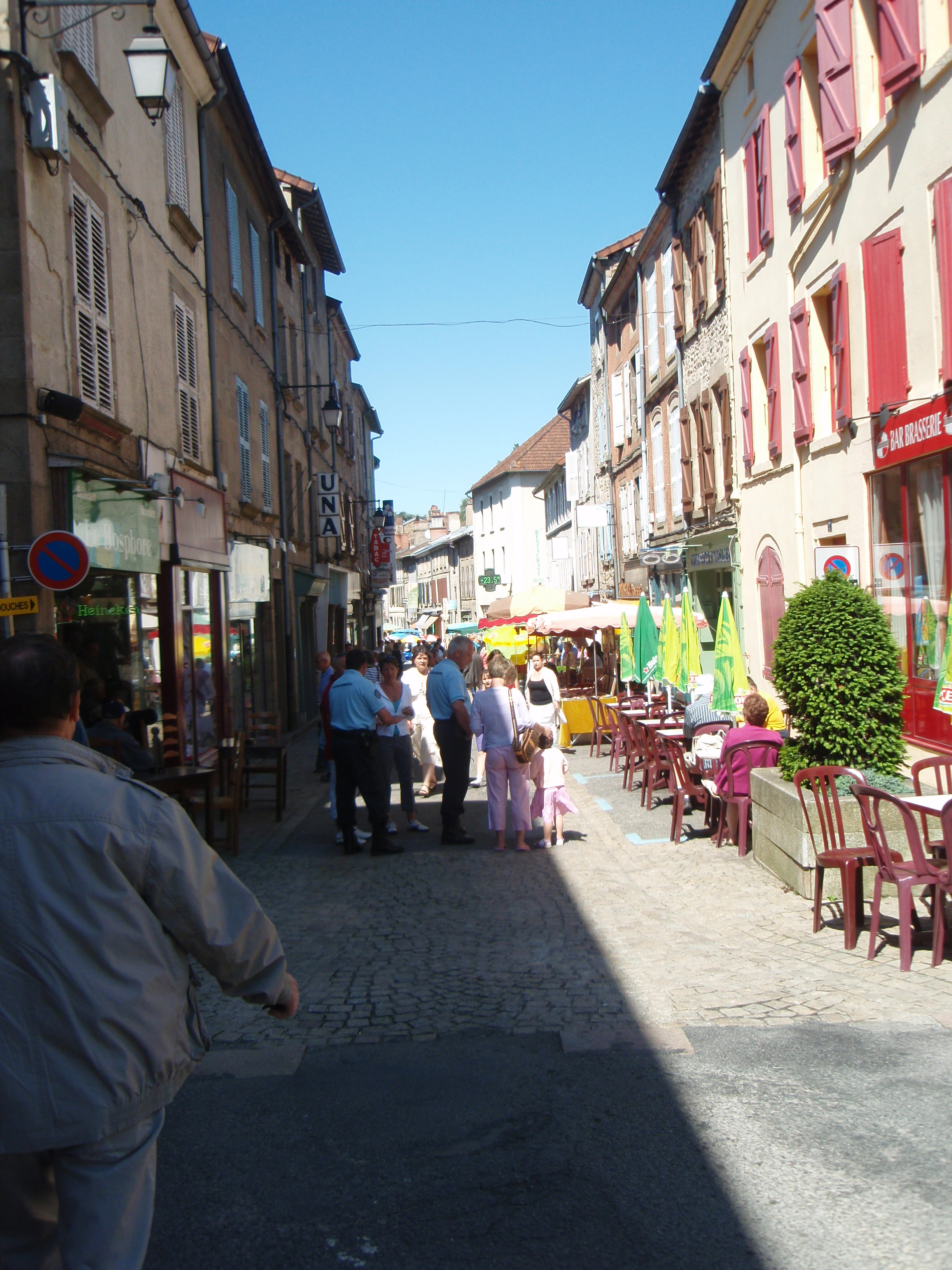
Centrum Bourganeuf (2009)

Bourganeuf – miejscowość i gmina we Francji, w regionie Nowa Akwitania, w departamencie Creuse.
Według danych na rok 1990 gminę zamieszkiwało 3385 osób, a gęstość zaludnienia wynosiła 150 osób/km² (wśród 747 gmin Limousin Bourganeuf plasuje się na 26. miejscu pod względem liczby ludności, natomiast pod względem powierzchni na miejscu 289.).

## Populacja

Populacja Bourganeuf w latach 1962–2008